# Sibyla Jeruzalémská
Sibyla Jeruzalémská (asi 1160 – říjen 1190) byla v letech 1186–1190 jeruzalémskou královnou. Pocházela z dynasie Anjou (Château-Landon), z mladší, jeruzalémské větve; její otec Amaury vládl v letech 1162/1163–1174 Svatému městu jako král. Záhy po otcově smrti se provdala za italského velmože Viléma z Montferratu a po jeho brzké smrti za Francouze Guye de Lusignan. Byla jedinou dědičkou svého malomocného bratra Balduina IV. – po jeho smrti na trůn nastoupil Sibylin syn z prvního manželství Balduin V. Když však i on následoval svého strýce na věčnost (roku 1186), ujala se Sibyla spolu s Guyem vlády. Za jejich panování ztratili křižáci Jeruzalém a hlavním městem království se stal Tyros.